# Цервикальные склериты
Цервикальные склериты, или цервикалии — парные склериты, располагающиеся по бокам шейной мембраны многих насекомых, подвижно сочлененные с головой (по краям затылочного отверстия) и плейритами переднегруди. Как правило, треугольные или Г-образные. От степени развития цервикальных склеритов и связанной с ними мускулатуры зависит подвижность головы насекомого. Так, у клопов, для которых характерна полная редукция цервикальных склеритов, голова практически неподвижно соединена с грудью. У тараканов и богомолов, цервикальные склериты которых состоят из двух частей, подвижно соединенных между собой, голова, напротив, весьма подвижна.

## История термина
По данным Дж. Г. Комстока, термин введен в оборот Т. Г. Хаксли в работе A Manual of the Anatomy of Invertebrated Animals (1877).